# Allonothrus monodactylus
Allonothrus monodactylus är en kvalsterart som beskrevs av Wallwork 1960. Allonothrus monodactylus ingår i släktet Allonothrus och familjen Trhypochthoniidae. Inga underarter finns listade i Catalogue of Life.